# Burg Quéribus
Die Burg Quéribus (okzitanisch: Castèl de Querbús) zählt gemeinhin zu den Katharerburgen und war in späterer Zeit eine Feste Frankreichs im ehemaligen Grenzgebiet zum Königreich Aragón und zu Spanien. Bereits im Jahr 1907 wurde die Burg als Monument historique anerkannt.

## Lage
Die Ruine der Höhenburg befindet sich in imposanter Lage auf einer 728 Meter ü. d. M. hohen Bergspitze im Süden des Berglands der Corbières bei der Ortschaft Cucugnan, etwa 42 Kilometer (Fahrtstrecke) nordwestlich der Stadt Perpignan.

## Geschichte
Die im Jahre 1020 erstmals erwähnte Burg gehörte zur Grafschaft Besalú, dann zur Grafschaft Barcelona, also zum späteren Königreich Aragon. Eine Familie 'Cucugnan' wird gegen Ende des 12. Jahrhunderts als Besitzer der Burg genannt; diese sympathisierte mit den religiösen Vorstellungen der Katharer oder Albigenser, wie sie im Süden Frankreichs genannt wurden.

### Albigenserkreuzzug
Während des Albigenserkreuzzugs (1209–1229) fanden viele Katharer Zuflucht in der abgelegenen und nahezu uneinnehmbaren Festung. Unter ihnen war auch der Bischof der Grafschaft Razès, Benoît de Termes, welcher 1233 oder 1241 in der Festung starb. Im Jahr 1239 wurde sie dann von dem Herrscher Aragoniens an den französischen König Ludwig IX. verkauft. Doch im Jahre 1242 wurde der Katalane Xacbert de Barbaira, eine herausragende Gestalt des südfranzösischen Widerstandes, Befehlshaber von Quéribus; er konnte die Burg zwar noch bis 1255 halten, musste sie dann aber nach längerer Belagerung durch seinen ehemaligen Freund und Kampfgefährten Olivier de Termes endgültig an den französischen König abtreten. Damit hatte Quéribus aber elf Jahre länger standgehalten als die Burg Montségur. Als neuer Befehlshaber wurde der Seneschall von Carcassonne eingesetzt.

### Grenzfestung
Die Burg Quéribus wird mit dem Vertrag von Corbeil 1258 Teil des Königreich Frankreichs unter Ludwig IX., dem Heiligen und rückt in die sichtbare Nähe der Grenze Frankreichs zu Aragon. Die Festung wird gemeinsam mit den Burgen Aguilar, Peyrepertuse, Puilaurens und Termes eine der sogenannten Fünf Söhne von Carcassonne; in dieser Zeit wurden Teile der Burg umgebaut und dem technischen Fortschritt (Kanonen) sowie dem Zeitgeschmack angepasst. Ihre strategische Bedeutung verlor die Festung mit dem Pyrenäenvertrag des Jahres 1659; gleichwohl verblieb auch in der darauffolgenden Zeit noch eine kleine Garnison in der Burg.

Blick von der Burg Quéribus ins Umland

## Architektur
Die Burg erhebt sich auf einer steil ansteigenden Felsspitze in den südlichen Corbières und verfügt über mehrere Vorhöfe und seitlich des teilweise verwinkelten Aufgangs befindliche Gebäude, von denen aus Eindringlinge in Schach gehalten werden konnten. Auf dem höchsten Punkt der Burganlage steht der mächtige Wohnturm (donjon), welcher den repräsentativen Höhepunkt der Wehranlage bildet; er hat einen polygonalen Grundriss. In seinem Inneren befindet sich der gotische 'Pfeilersaal'; die Architektur des Raumes mit dem Pfeiler und seinem aufliegenden Rippengewölbe in seiner Mitte dürfte von den Kapitelsälen gotischer Abteien inspiriert worden sein. Sehr schön ist auch ein großes Renaissancefenster mit Fensterkreuz. In den angrenzenden Mauern sind noch die Durchbrüche zu sehen, welche für die im 14./15. Jahrhundert neu aufgekommenen Kanonen in die dicken Mauern gebrochen wurden.

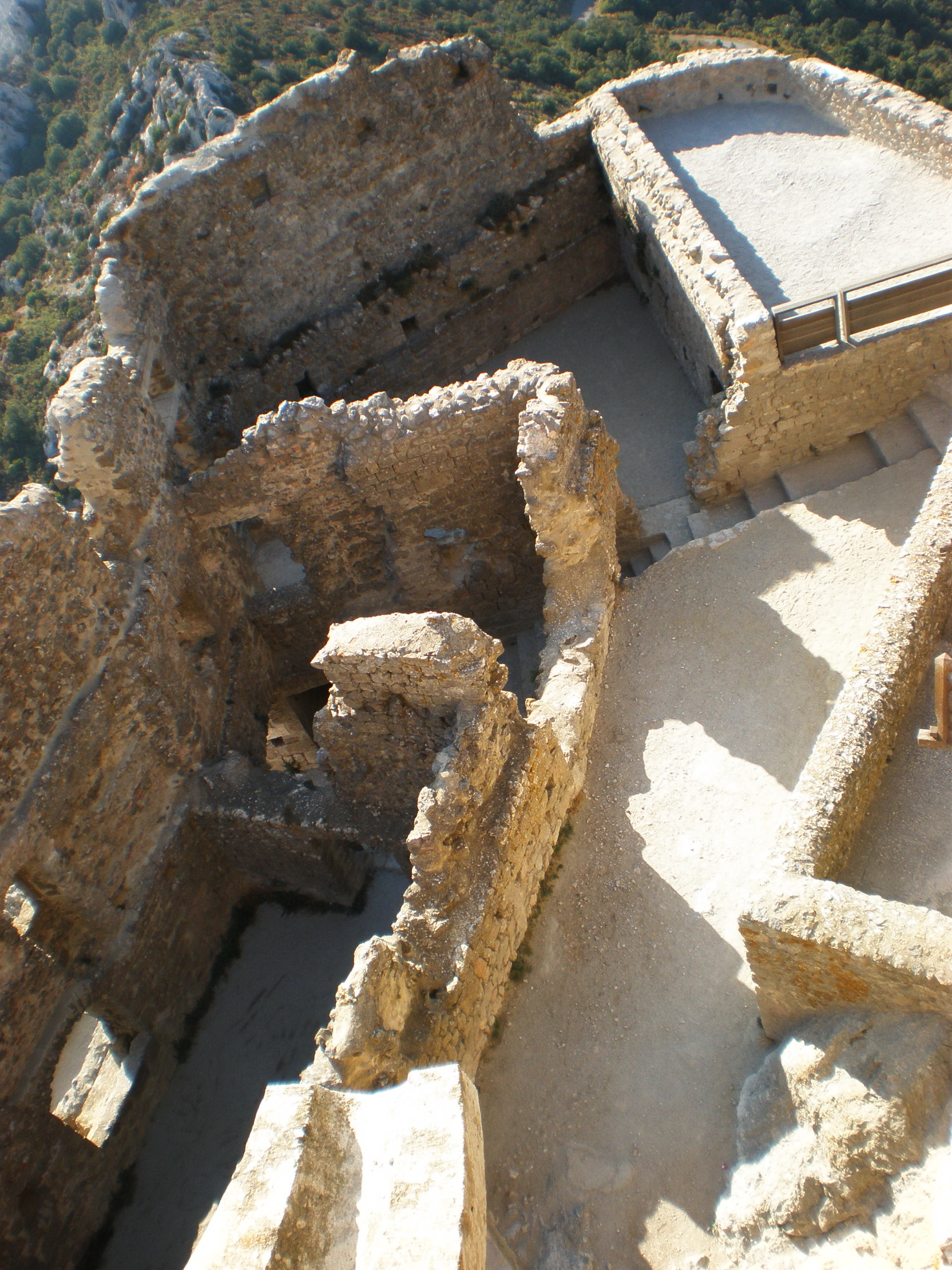
Verwinkelter Aufgang
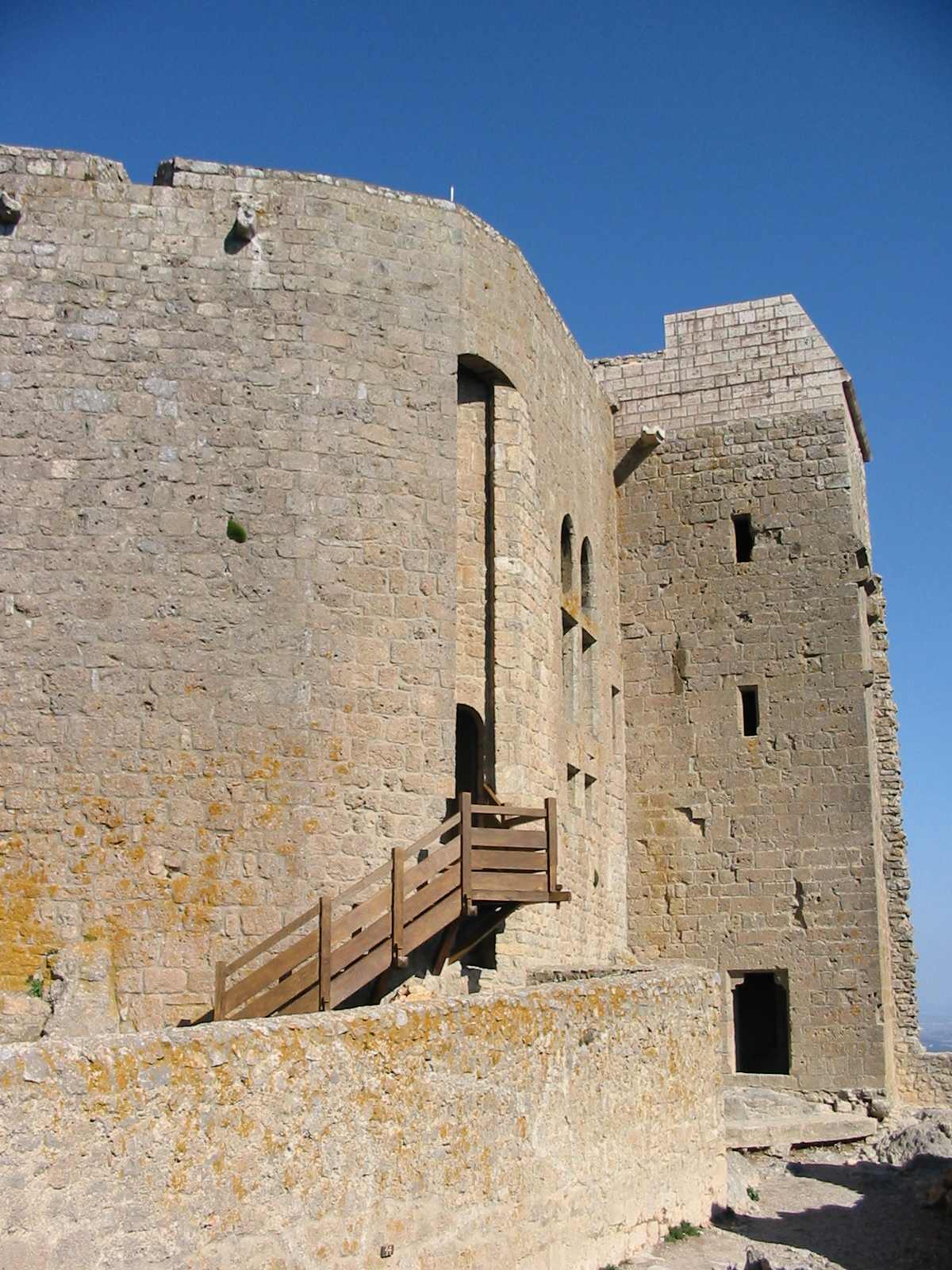
Donjon
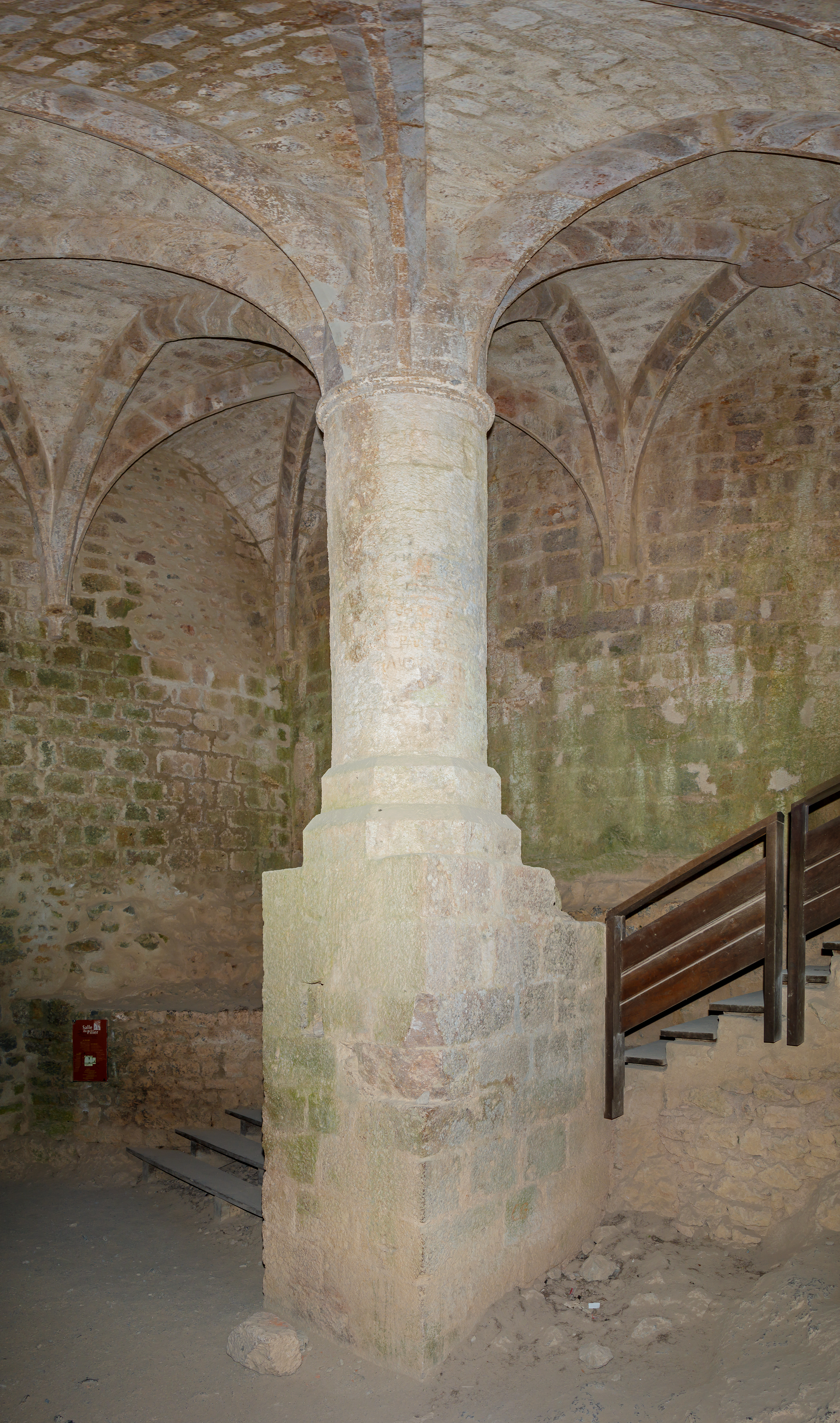
Pfeilersaal
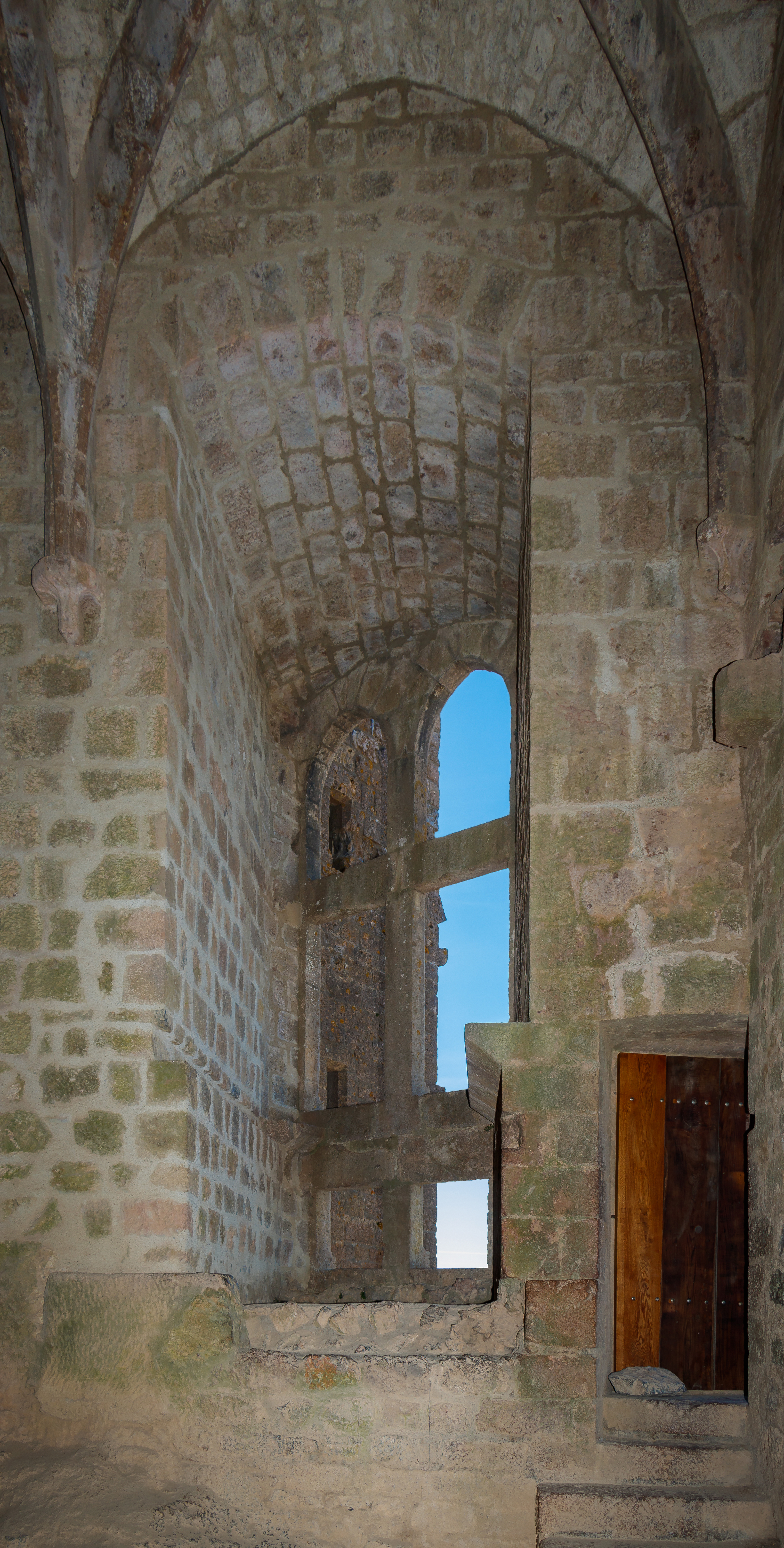
Renaissancefenster
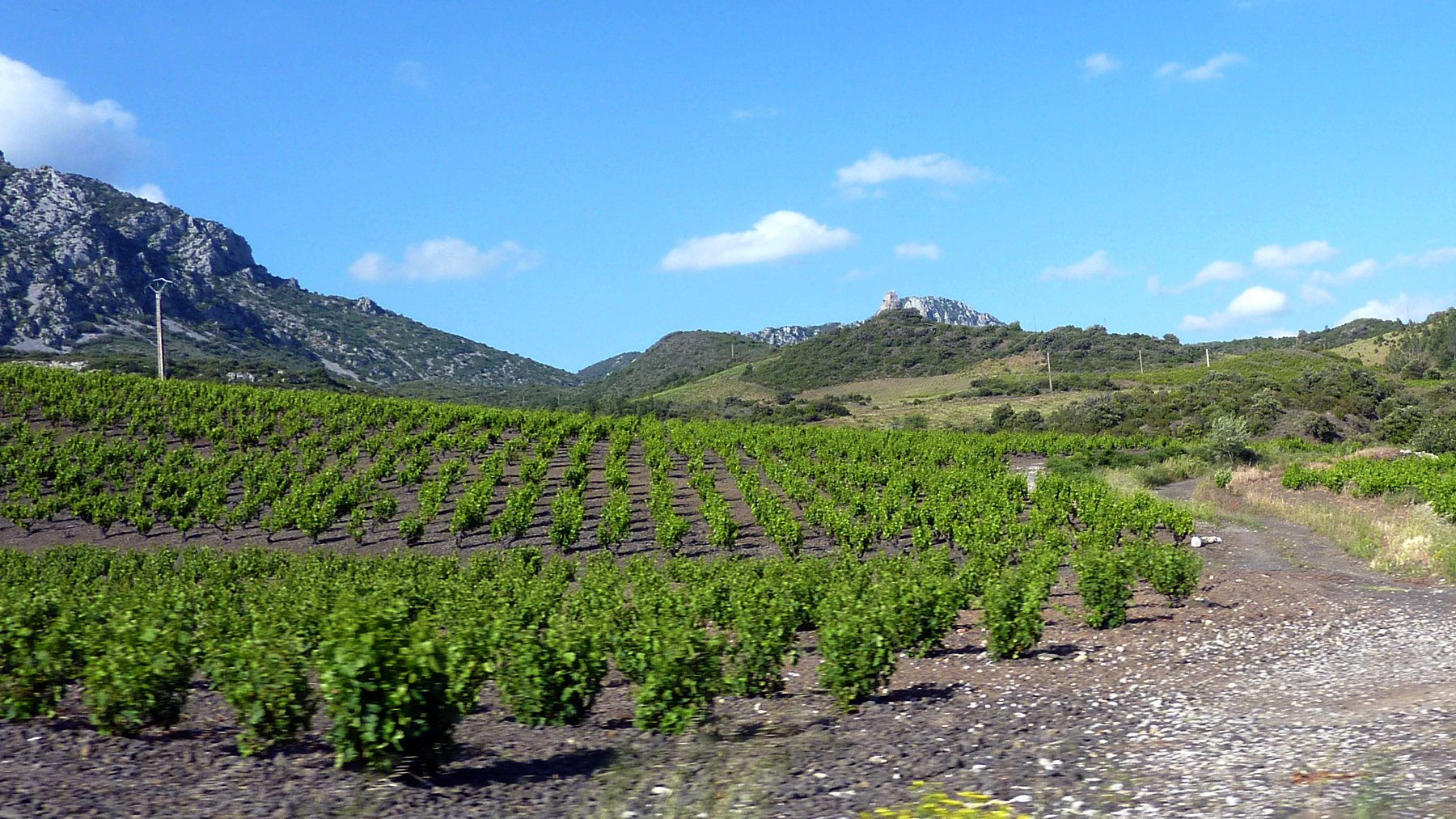
Weinanbau bei Maury, im Hintergrund die Burg Quéribus